# Aleksandr Selyava
Aleksandr Selyava (en bielorruso: Аляксандр Генадзевіч Сялява; Byalynichy, 17 de mayo de 1992) es un futbolista bielorruso que juega en la demarcación de centrocampista para el F. C. Torpedo-BelAZ Zhodino de la Liga Premier de Bielorrusia.

## Selección nacional
Tras jugar con la selección de fútbol sub-17 de Bielorrusia, la sub-19 y la sub-21, finalmente hizo su debut con la selección absoluta el 4 de septiembre de 2020 en un partido de la Liga de Naciones de la UEFA contra Albania que finalizó con un resultado de 0-2 a favor del combinado albanés tras los goles de Sokol Cikalleshi y de Keidi Bare.

## Clubes
| Club                        | País        | Año       | Partidos | Goles |
| --------------------------- | ----------- | --------- | -------- | ----- |
| F. C. Klechesk Kletsk       | Bielorrusia | 2010-2011 | 26       | 3     |
| F. C. Torpedo-BelAZ Zhodino | Bielorrusia | 2012-2015 | 83       | 5     |
| F. C. Shakhtyor Soligorsk   | Bielorrusia | 2016-2020 | 142      | 1     |
| F. C. Dinamo Minsk          | Bielorrusia | 2021      | 28       | 0     |
| F. C. Rostov                | Rusia       | 2022-2023 | 25       | 1     |
| F. C. Dinamo Minsk          | Bielorrusia | 2023-2024 | 56       | 3     |
| F. C. Torpedo-BelAZ Zhodino | Bielorrusia | 2025-     |          |       |

## Palmarés

### Campeonatos nacionales
| Título                      | Club                      | País        | Año  |
| --------------------------- | ------------------------- | ----------- | ---- |
| Copa de Bielorrusia         | F. C. Shakhtyor Soligorsk | Bielorrusia | 2019 |
| Liga Premier de Bielorrusia | F. C. Shakhtyor Soligorsk | Bielorrusia | 2020 |
| Liga Premier de Bielorrusia | F. C. Dinamo Minsk        | Bielorrusia | 2023 |
| Liga Premier de Bielorrusia | F. C. Dinamo Minsk        | Bielorrusia | 2024 |